# Gudang Garam
PT Gudang Garam Tbk (znane jako Gudang Garam) – indonezyjskie przedsiębiorstwo produkujące papierosy typu kretek. Zostało założone w 1958 roku.
Siedziba przedsiębiorstwa mieści się w Kediri (prowincja Jawa Wschodnia), gdzie znajduje się także główna fabryka firmy.
Pod koniec 2013 roku marka Gudang Garam miała ok. 20,6 procent udziału w krajowym rynku papierosów.